# Cossinius Rufinus
 (juin 2016).
Cossinius Rufinus (fl. aut, 270) était un homme politique de l'Empire romain.

## Vie
Il fut proconsul d'Asie autour de 270.
Sa fille Cossinia s'est mariée avec Gaius Vettius Gratus.